# Santa Croce Camerina
Santa Croce Camerina (szicíliaiul Santa Cruci Camarina) település Olaszország Szicília régiójában, Ragusa megyében (RG).

## Népessége
A népességszám változása a népszámlálások szerint: